# André Henry (résistant)
Pour les articles homonymes, voir André Henry et Henry.
André Henry, né le 5 mars 1903 à Fraisans et mort pour la France le 9 septembre 1940 à Londres, est un militaire et résistant français, Compagnon de la Libération. Mobilisé au début de la seconde guerre mondiale, il participe à la bataille de France puis décide de se rallier à la france libre. Blessé lors de l'évacuation de Dunkerque, il travaille dans une usine d'armement à Londres où il meurt lors d'un bombardement.

## Biographie

### Jeunesse et engagement
André Henry naît le 5 mars 1903 à Fraisans, dans le Jura, d'un père entrepreneur en bâtiment. Il effectue son service militaire au sein du 3e régiment du génie (3e RG) d'Arras avec lequel il a l'occasion d'effectuer un séjour au Levant. De retour en métropole, il s'installe à Arras et devient dessinateur industriel dans une usine de constructions métalliques.

### Seconde Guerre mondiale
Au début de la seconde guerre mondiale, il est mobilisé au 3e RG avec le grade de sergent. Lors de la bataille de France, il participe dans la région de Valenciennes aux travaux de déblaiements qui permettent le repli des troupes alliées vers la Manche. Il porte également assistance aux populations civiles, notamment en dégageant sous les bombardements ennemis une famille dont la maison s'est effondrée. Parvenu sur la côte au moment de l'opération Dynamo, il décide de s'embarquer également pour l'Angleterre afin de poursuivre la lutte. En attente d'un bateau sur la plage de Zuydcoote, il est blessé par des éclats d'obus qui lui perforent la jambe. Il est alors évacué vers la Grande-Bretagne.
Parvenu à Douvres malgré une attaque sur son navire pendant la traversée, il est hospitalisé au Barnet Hospital dans la banlieue de Londres. Engagé dans les forces françaises libres en juin 1940, ses mutilations l'empêchent de rejoindre une unité combattante mais il participe au recrutement et à l'accueil des français exilés. Du fait de son expérience de dessinateur industriel et de sous-officier du génie, il est ensuite employé comme dessinateur dans une usine d'armement londonienne. Le 9 septembre 1940, à proximité de Hyde Park, André Henry est tué lors d'un bombardement aérien allemand. Il est inhumé au cimetière de Brookwood.

## Décorations
|  |  |  |  |  |  |
|  |  |  |  |  |  |

| Chevalier de la Légion d'honneur                                     | Chevalier de la Légion d'honneur | Chevalier de la Légion d'honneur | Compagnon de la Libération À titre posthume, par décret du 13 mai 1941 | Compagnon de la Libération À titre posthume, par décret du 13 mai 1941 | Compagnon de la Libération À titre posthume, par décret du 13 mai 1941 | Croix de guerre 1939-1945 Avec une palme | Croix de guerre 1939-1945 Avec une palme | Croix de guerre 1939-1945 Avec une palme |
| Médaille commémorative des services volontaires dans la France libre |                                  |                                  |                                                                        |                                                                        |                                                                        |                                          |                                          |                                          |

## Hommages
- À Fraisans, son nom est inscrit sur le monument aux Morts de la commune[5].
- À Lons-le-Saunier, son nom figure sur une stèle commémorative de la libération[6].